# Classe Cassiopea
I pattugliatori d'altura  Costellazioni prima serie o classe Cassiopea sono unità varate nei tardi anni ottanta per il Ministero della marina mercantile e date in gestione alla Marina Militare italiana, con compiti di pattugliamento generale, controllo dei flussi migratori, sorveglianza marittima e di vigilanza pesca. 
Le quattro navi gemelle della classe (Nave Cassiopea, Nave Libra, Nave Spica, Nave Vega)sono state realizzate nell'ambito della Legge N. 979 del 31 dicembre 1982, meglio nota come “Legge sulla difesa del mare” e sono equipaggiate con specifiche attrezzature per la lotta all'inquinamento marino.

## Caratteristiche
Le unità dei questa classe sono armate con un cannone da 76/62mm tipo MMI e 2 mitragliere da 25/80 mm; sono dotate di hangar e ponte di volo per un elicottero Bell 212 ASW, che estende il raggio d'azione di queste unità le quali possono anche svolgere un lavoro di integrazione o sostituzione alle corvette.
Le apparecchiature elettroniche comprendono il radar di superficie in banda I SMA SPS 702(V)2, il radar di navigazione in banda I SMA SPS 748(V)2 ed il radar di direzione del tiro in banda I/J SPG 70 (RTN 10X) della Selenia, che controlla il cannone da 76/62 mm MMI dell'OTO Melara. I cannoni da 76/62 e le loro direzioni di tiro provengono dalle fregate della classe Bergamini.
Il compito di queste unità è la salvaguardia degli interessi economici nazionali, mediante la difesa di piattaforme marine e di uomini e mezzi impegnati in prospezioni e sfruttamento del fondo marino, la vigilanza pesca, la lotta all'inquinamento marino, la ricerca e soccorso in mare, il pattugliamento costiero ed in particolare il controllo del traffico mercantile e la sorveglianza nel controllo dell'immigrazione clandestina. Per la lotta all'inquinamento queste unità sono dotate di un serbatoio di 500m³ per l'immagazzinamento di acque contaminate da idrocarburi.
Esse hanno la loro base operativa a Messina e sono inquadrate nel COMSQUAPAT1, un comando navale complesso alle dirette dipendenze del COMDINAV 4 - COMFORPAT, il Comando delle Forze da Pattugliamento per la Sorveglianza e la Difesa Costiera e Scuola Comando Navale, con sede ad Augusta (SR).

## Unità
Le unità della classe, tutte costruite dalla Fincantieri negli stabilimenti di Muggiano, sono quattro ed hanno nomi di torpediniere della Regia Marina della classe Spica:

### Cassiopea (P 401)
Unità capoclasse, è stata consegnata alla Marina Militare nell'ottobre 1989. L'Unità fu impiegata in occasione del naufragio del 3 ottobre 2013 a Lampedusa, una delle più grandi catastrofi marittime nel Mediterraneo, evento dal quale prese avvio l'operazione "Mare nostrum".
La precedente unità con questo nome faceva parte della serie Climene, venne costruita a Riva Trigoso ed era entrata in servizio nell'aprile 1937; dopo essere sopravvissuta alla seconda guerra mondiale, era entrata a far parte della Marina Militare, prestando servizio come corvetta fino al 1959, anno in cui venne posta in disarmo.

### Libra (P 402)
Consegnata alla Marina Militare nel marzo 1991. Ha partecipato come prima nave italiana di soccorso durante le sommosse popolari in Libia del 2011, portando 25 tonnellate di aiuti e materiale da Catania al porto di Bengasi.
Il 19 giugno 2013 il tenente di vascello Catia Pellegrino ha assunto il comando della nave. Per la prima volta nella storia delle forze armate italiane una donna ha avuto il comando di una nave da guerra.

Nel 2014 la nave è stata utilizzata per le riprese della docufiction La scelta di Catia - 80 miglia a sud di Lampedusa, uno spaccato della vita a bordo nell'ambito dell'operazione Mare nostrum per il soccorso dei migranti provenienti dall'Africa e dal Medio Oriente.
La nave è equipaggiata con Radar di navigazione ARPA Gemini DB della GEM Elettronica.
La precedente unità con questo nome faceva parte della serie Alcione costruita nei cantieri del Quarnaro di Fiume ed entrata in servizio nel gennaio 1938, dopo essere sopravvissuta alla seconda guerra mondiale è entrata a far parte della Marina Militare prestando servizio come fregata fino al 1959, anno in cui venne posta in disarmo.
Nell'aprile 2025 la nave Libra è stata donata dal Governo italiano alla Marina militare albanese.

### Spica (P 403)
Varata il 27 maggio 1989, è stata consegnata alla Marina Militare il 23 marzo 1991. La precedente unità con questo nome, capoclasse della classe omonima prima del conflitto, venne ceduta alla Svezia e ribattezzata Romulus (distintivo ottico 28); rimase in servizio fino al 1958. Nella sua vita operativa ha effettuato numerose missioni nazionali e all'estero. In particolare si segnala che il 1º novembre 2014 è stata la prima nave dalla Marina Militare italiana a prendere parte all'operazione Triton di dell'agenzia europea Frontex per il controllo dei confini europei. La mattina del 30 maggio 2015, in occasione di una eccezionale ondata di partenze di migranti dai porti della Libia, mentre era impegnata nell'operazione Mare Sicuro, condusse 2 eventi SAR che le permisero di salvare 1013 migranti che versavano in condizioni di pericolo di vita. Gli stessi furono sbarcati dopo alcuni giorni nel porto di Pozzallo.

### Vega (P 404)
Varata il 23 febbraio 1990, è stata consegnata alla Marina Militare il 25 ottobre dello stesso anno. La precedente unità con questo nome faceva parte della classe Spica tipo Perseo, fu costruita nei cantieri del Quarnaro di Fiume ed entrò in servizio il 12 ottobre 1936; durante il secondo conflitto mondiale venne affondata nel 1941.

## Galleria d'immagini

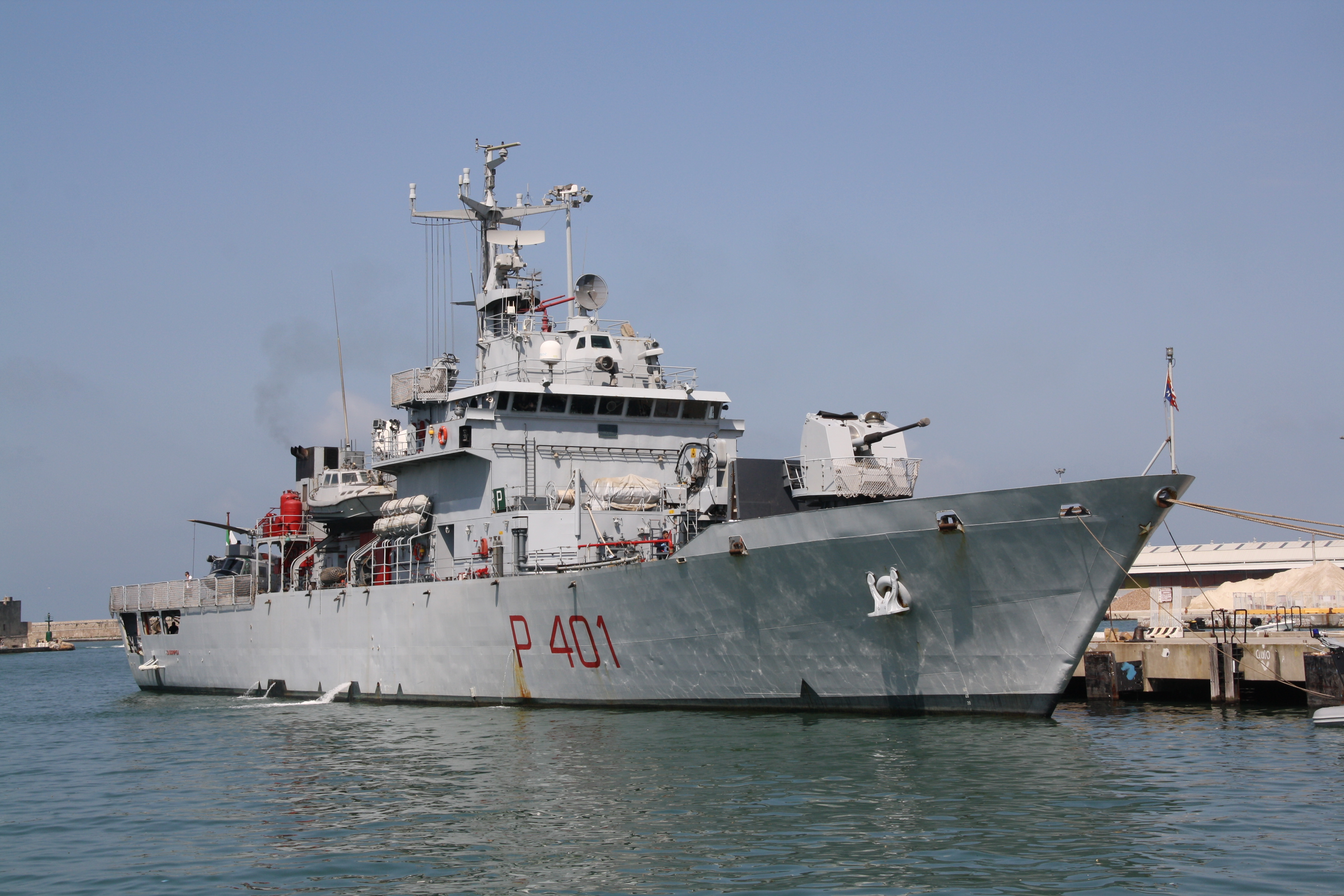
Il pattugliatore Cassiopea
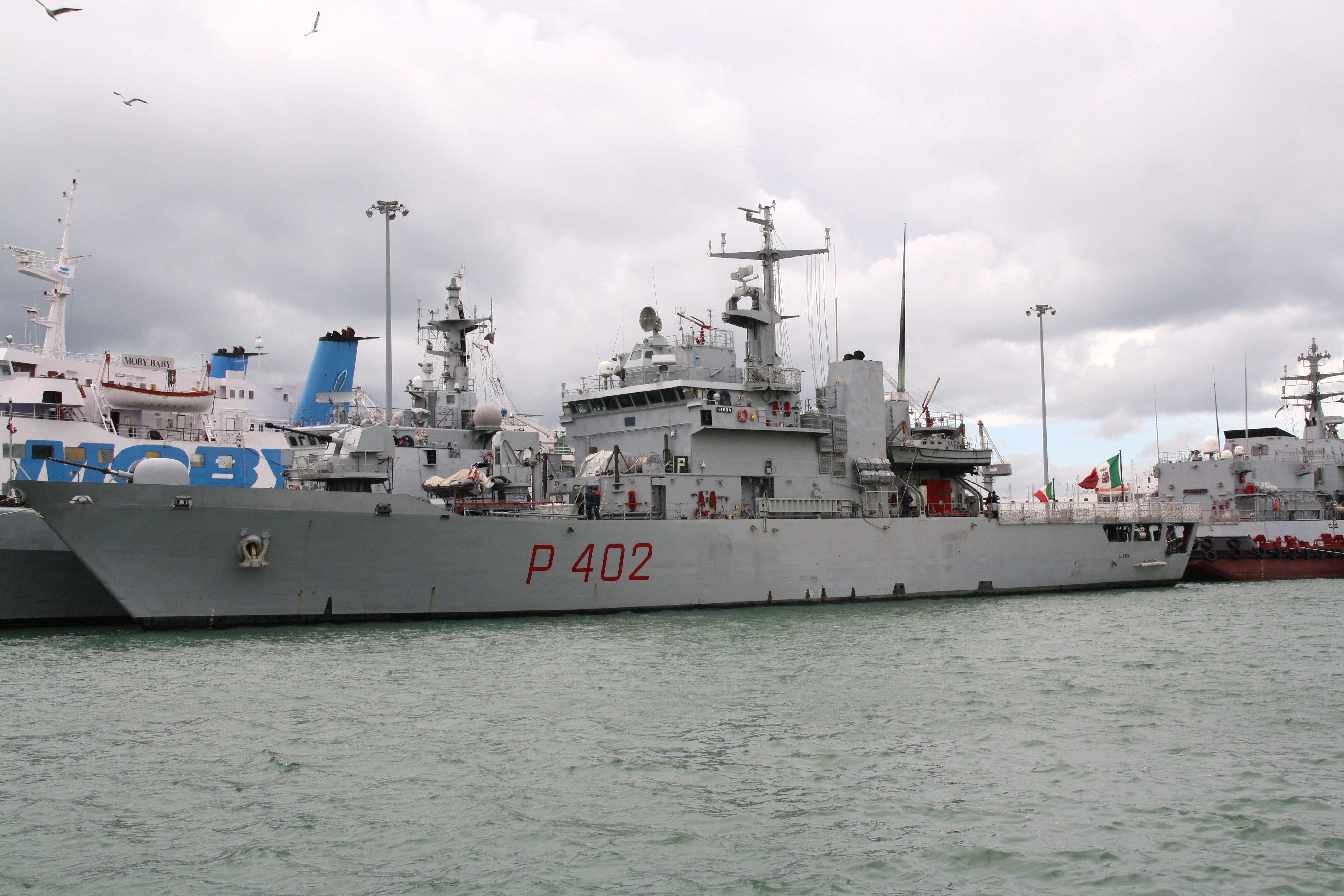
Il pattugliatore Libra
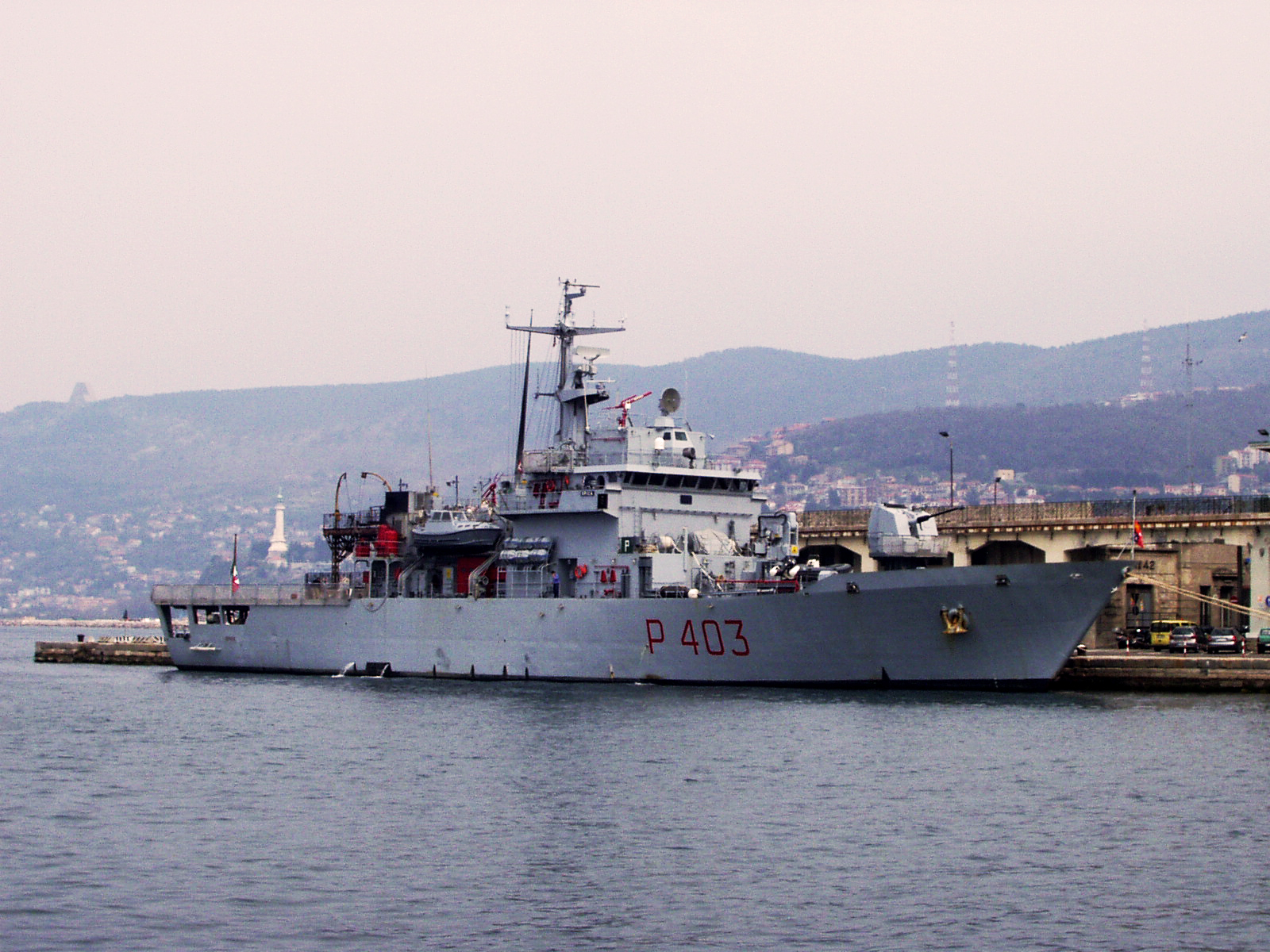
Il pattugliatore Spica
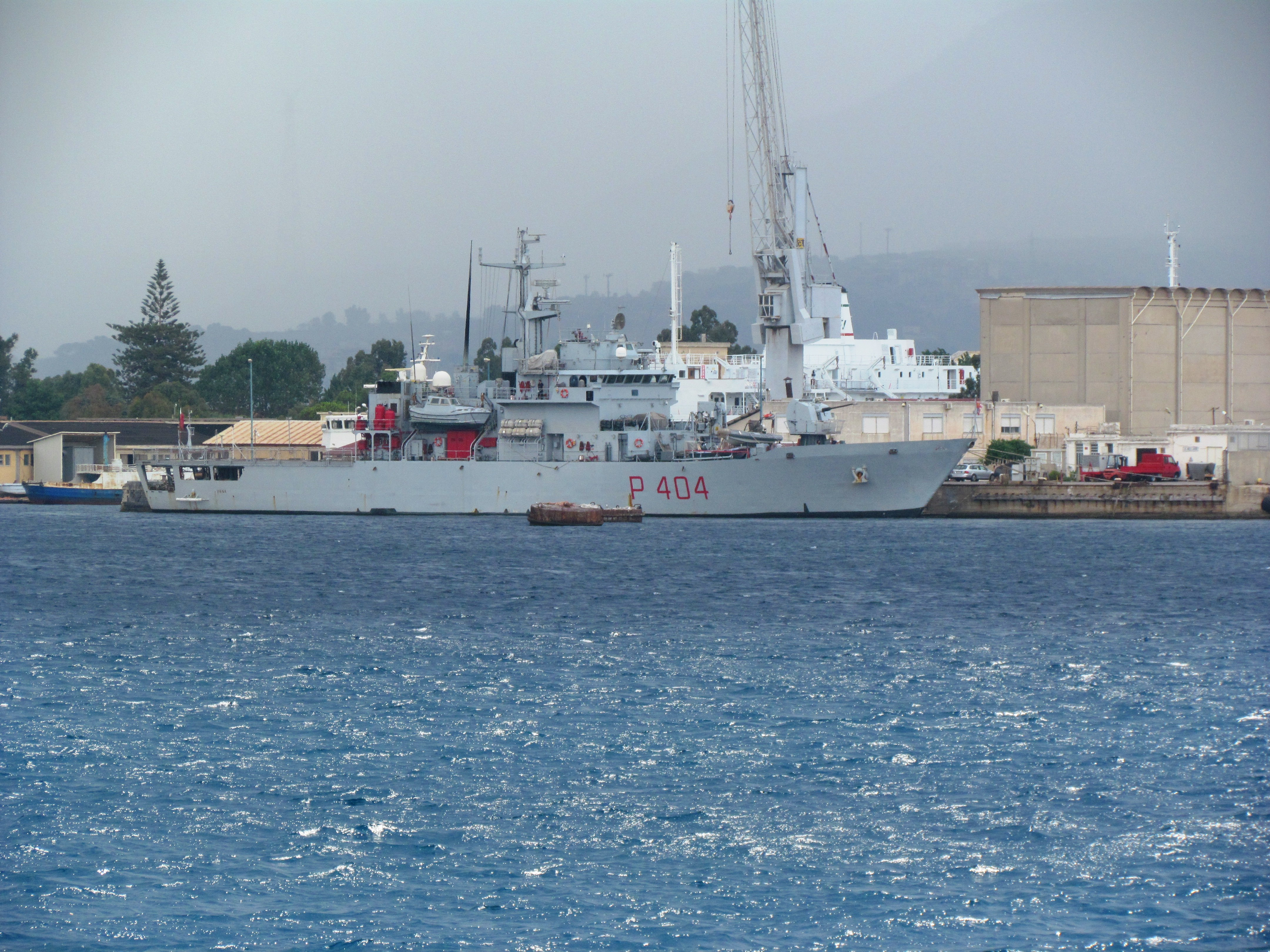
Il pattugliatore Vega